# Hui Bon Hoa
Hui Bon Hoa (1845 - 1901), surnommé Chú Hỏa (en français Oncle Hoa), de son vrai nom Huỳnh Văn Hoa (黃文華 ), est un homme d'affaires sino-vietnamien de nationalité française, originaire du village de Van Tang, aujourd'hui dans la région de Xiamen, province du Fujian, en Chine. Il était l’un des quatre grands magnats du vieux Saigon dans la première moitié du Modèle:S-XXe mentionné dans le proverbe : « Nhất Sĩ, nhì Phương, tam Xường, tứ Hỏa » ( District Si - Le Phat Dat ; Gouverneur Phuong - Do Huu Phuong ; Ba Ho Xuong - Ly Tuong Quan et Oncle Hoa - Hui Bon Hoa). Bien qu'il soit classé quatrième, l'oncle Hoa a nourri des légendes et est celui qui a laissé le plus de traces, notamment par la construction de plusieurs hôpitaux. Son impact sur l'urbanisme de Hô Chi Minh-Ville est encore largement visible aujourd'hui.

## Nom
Le nom de naissance de l'oncle Hoa est Huỳnh Văn Hoa. La raison pour laquelle l'oncle Hoa s'appelle Hui Bon Hoa est que lorsqu'il est devenu citoyen français, il est par la même occasion devenu catholique et a pris le nom français de Jean Baptiste Hui Bon Hoa. Son nom Huỳnh Văn Hoa est transcrit depuis le hokkien influencé par la transcription britannique de cette langue à la fin du XIXe siècle. Depuis, ses descendants portent tous le nom de famille Hui Bon Hoa mais seul leur premier prénom en français diffère.

## Biographie

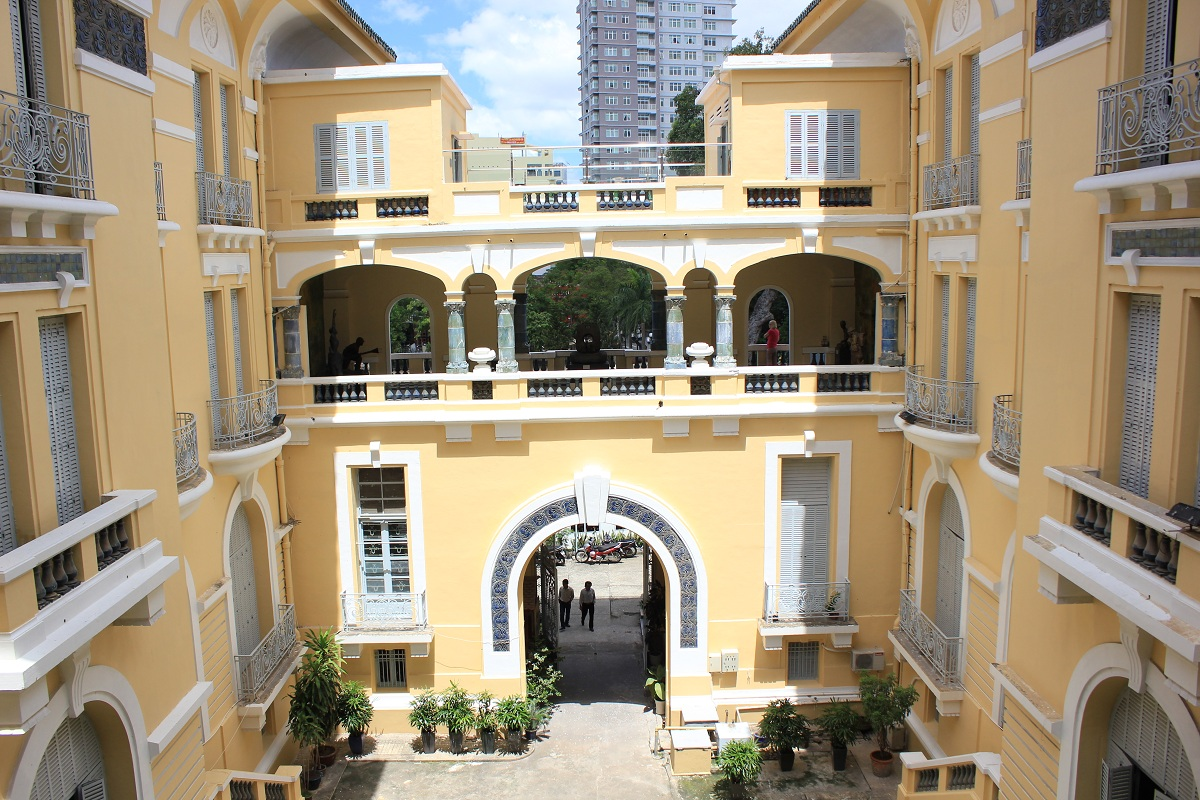
La cour à l'intérieur de la maison de l'oncle Hoa, aujourd'hui le Musée des Beaux-Arts de la ville.

L'oncle Hoa est originaire de Xiamen, Fujian, Chine, et est arrivé au Vietnam vers 1863. En 1865, il s'établit à Saigon où il travaille pour un homme d'affaires corse, Louis Ogliastro, qui lui conseille en 1887 d'adopter la nationalité française pour l'aider dans le business.

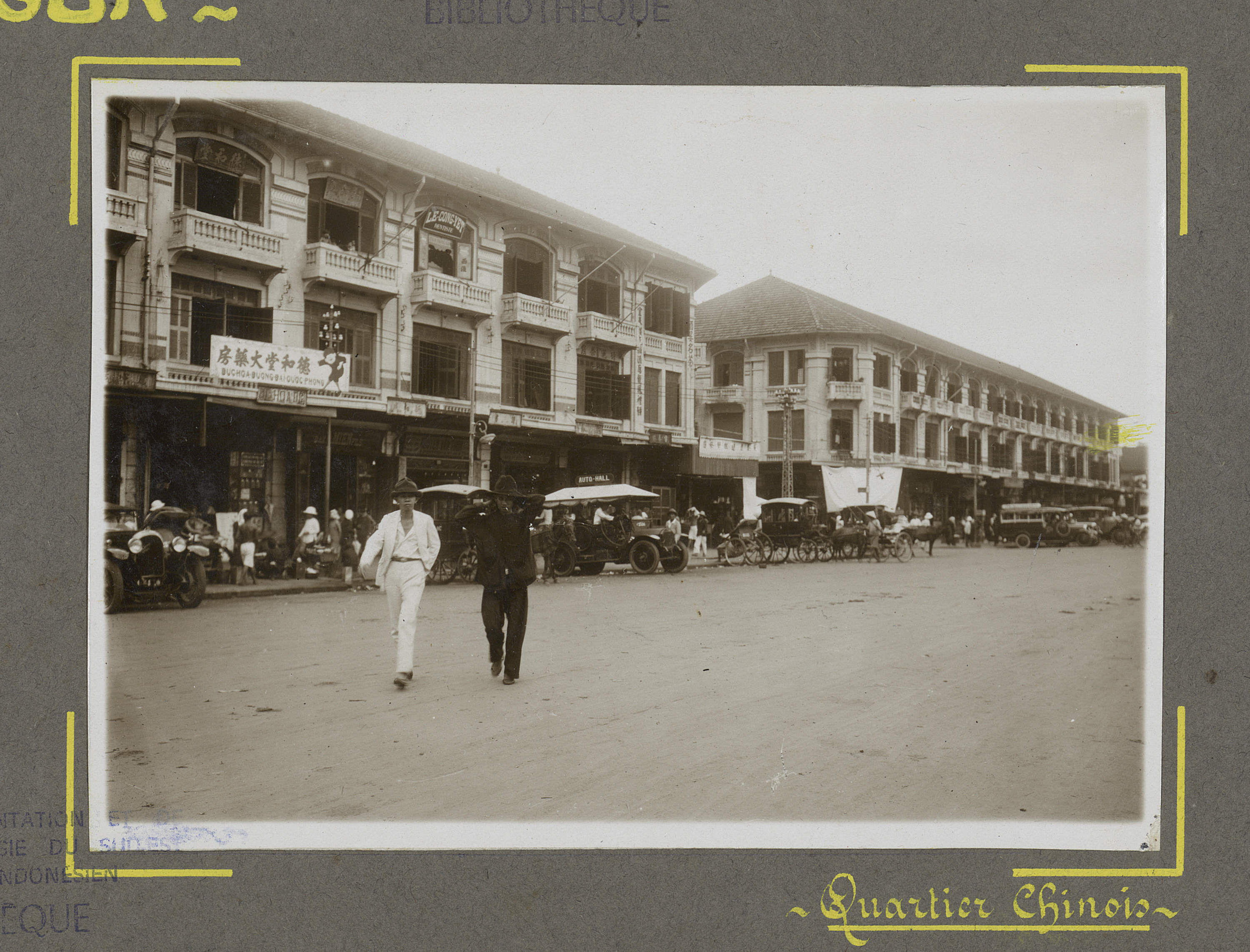
La rangée de boutiques à côté du marché Bến Thành appartenant à l'oncle Hoa vers 1930.

Il lance sa première entreprise en vendant de la ferraille. Il fonde par la suite la société Hui Bon Hoa, qui est à une époque une grande société immobilière possédant plus de 20 000 maisons à Saigon et construit de nombreux projets de valeur dans la région de Saigon-Gia Dinh qui existent encore aujourd'hui : le Musée des Beaux-Arts de Hô Chi Minh-Ville, l'hôtel Majestic Saigon, l'hôpital Tu Du, l'hôpital général de Saigon, la résidence du gouvernement, de nombreuses banques, des bureaux commerciaux dans le district 5, à Ho Chi Minh-Ville, et d'autres maisons privées, temples et hôpitaux. Ces œuvres jouent un rôle important dans la formation du visage de la ville de Saigon.
Oncle Hoa est l’une des personnes les plus riches du Sud-Vietnam et une personne réputée généreuse envers sa communauté. L'historien Vuong Hong Sen a déclaré un jour : « Bien qu'il se soit enrichit, il a contribué aussi grandement à la prospérité économique du Sud. » Son œuvre au Vietnam est poursuivie par ses descendants après sa mort, mais s'arrête après 1975 lorsque ceux-ci partent vivre à l'étranger.
En 1901, alors qu'il visite la Chine avec sa femme, l'oncle Hoa décède subitement et enterré à Quanzhou, à l'âge de 56 ans. À cette époque, les archives historiques rapportent qu'à la fin de la dynastie Qing, il reçoit à titre posthume le titre de jiansheng, sans avoir besoin de « payer du riz et d'inscrire son nom à l'Académie impériale » pour obtenir cette charge, et sa femme est honorée également en qualité d'épouse. Sa société immobilière fusionne alors avec celle de Louis Ogliastro.

## Postérité

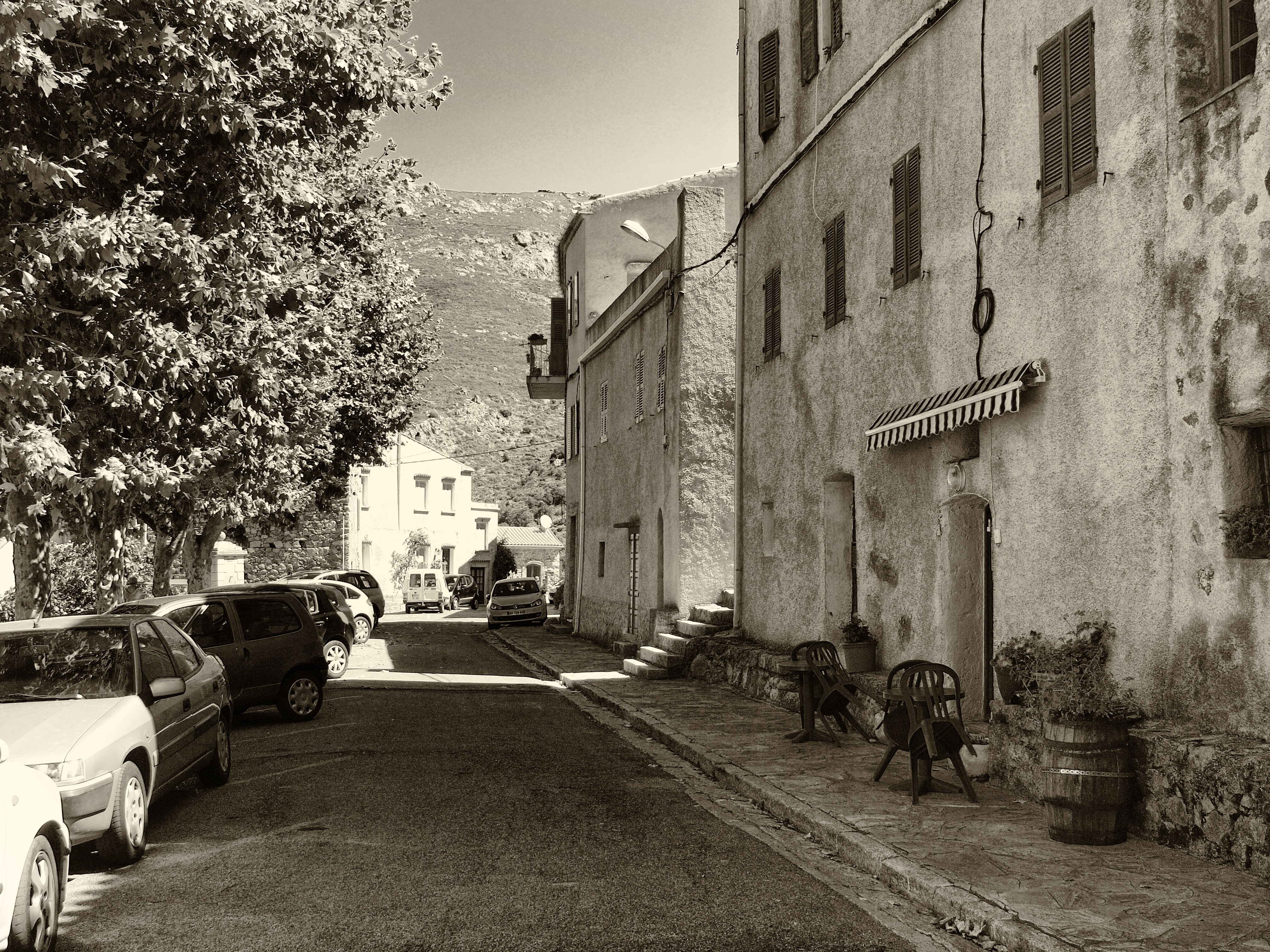
Rue Hui Bon Hoa à Nessa en Corse

Dans la commune de Nessa en Corse, il existe une rue nommée Hui Bon Hoa, pour commémorer la contribution d'un de ses trois fils de 25 mille francs au village pour aider à rénover le trottoir en 1930, par l'intermédiaire de deux familles du village, Massari et Luciani, qui l'ont connu.
À Saigon, il y avait autrefois une rue appelée Hui Bon Hoa. En 1955, le gouvernement de la République du Vietnam a changé le nom de la rue en rue Ly Thai To, désormais située à cheval entre les district 3 et 10,.

## Dans l'art et la culture
- Le film vietnamien Le Fantôme de la famille Hui (en)[9], basé sur une légende urbaine autour du fantôme de la fille de Hui Bon Hoa.